# Victoria Rodríguez
Victoria Rodríguez (Victoria de Durango, 22 de abril de 1995) é uma tenista profissional mexicana.